# Jonny Uchuari
Jonny Uchuari (Loja, Ecuador, 19 de enero de 1994) es un futbolista ecuatoriano. Juega de centrocampista y su equipo actual es S. D. Aucas de la Serie A de Ecuador.

## Trayectoria
Debutó a los 15 años en serie B con Liga de Loja, ascendiendo con el equipo a máxima categoría, actualmente es un referente en la historia del club. Su apodo, pipiolo, que obtuvo desde temprana edad. Jonny realiza las formativas en Liga de Loja club de su ciudad natal, donde fue pieza clave en conseguir el ascenso a la Serie A, y consiguiendo clasificaciones a torneos internacionales.
Para el año 2015 es contratado por Liga Deportiva Universitaria.
Para la temporada 2016 es contratado por Independiente del Valle donde fue subcampeón de la Copa Libertadores 2016.
Para la temporada 2017 es contratado por el Club Deportivo Cuenca.
Para la temporada 2018 es contratado por el Club Deportivo El Nacional.
Para la temporada 2020 es contratado por el Club Deportivo Macará.
Para la temporada 2021 es contratado por el Orense Sporting Club.
Para la temporada 2022 es contratado por el Mushuc Runa Sporting Club.
El 19 de agosto de 2022 se hizo oficial su llegada al Atlético Morelia de la Liga de Expansión MX, siendo esta su primera experiencia internacional.
En 2024 regresa a Ecuador para fichar por Libertad de Loja.
En julio de 2024 firmó por un año con el Amazonas Futebol Clube de la Campeonato Brasileño de Serie B. Tras finalizar su contrato con el equipo brasileño regresó a Ecuador para vestir la camiseta de Sociedad Deportiva Aucas.

## Selección nacional

### Categorías inferiores
Julio César Rosero convocó a Jonny Uchuari para formar parte de la selección ecuatoriana de fútbol sub-20, en el Torneo internacional de fútbol sub-20 de la Alcudia que se llevó a cabo del 15 al 23 de agosto de 2012.

#### Participaciones en Sudamericanos
| Campeonato                  | Sede      | Resultado    | Partidos | Goles |
| --------------------------- | --------- | ------------ | -------- | ----- |
| Sudamericano Sub-17 de 2011 | Ecuador   | Cuarto lugar | 9        | 1     |
| Sudamericano Sub-20 de 2013 | Argentina | Sexto lugar  | 7        | 1     |

#### Participaciones en Copas del Mundo
| Campeonato                  | Sede   | Resultado        | Partidos | Goles |
| --------------------------- | ------ | ---------------- | -------- | ----- |
| Copa Mundial Sub-17 de 2011 | México | Octavos de final | 4        | 0     |

### Selección absoluta
Sixto Vizuete DT de Ecuador, llamó a Jonny Uchuari, cuando jugaba en Liga de Loja, para formar parte de la convocatoria para los partidos amistosos contra Estados Unidos y El Salvador, el 10 y 14 de octubre de 2014 respectivamente, también convocó a Hamilton Piedra, que jugaba en Deportivo Cuenca.
El 25 de septiembre es convocado por Jorge Célico para jugar los partidos ante Chile y Argentina correspondiente a la última jornada de las eliminatorias a Rusia 2018.

#### Participaciones en eliminatorias
| Eliminatorias      | Sede            | Resultado    | Partidos | Goles |
| ------------------ | --------------- | ------------ | -------- | ----- |
| Eliminatorias 2018 | América del Sur | No clasificó | 1        | 0     |

### Partidos internacionales
Actualizado al último partido disputado el 10 de octubre de 2017.
| \| N.° \| Fecha \| Ciudad \| Rival \| Resultado \| Resultado \| Competencia \| \| --- \| --------------------- \| -------- \| ----------- \| --------- \| --------- \| ----------------------------------- \| \| 1. \| 14 de octubre de 2014 \| Harrison \| El Salvador \| 5-1 \| Victoria \| Amistoso \| \| 2. \| 10 de octubre de 2017 \| Quito \| Argentina \| 1-3 \| Derrota \| Eliminatorias al Mundial Rusia 2018 \| |                       |          |             |           |           |                                     |
| N.° | Fecha                 | Ciudad   | Rival       | Resultado | Resultado | Competencia                         |
| 1. | 14 de octubre de 2014 | Harrison | El Salvador | 5-1       | Victoria  | Amistoso                            |
| 2. | 10 de octubre de 2017 | Quito    | Argentina   | 1-3       | Derrota   | Eliminatorias al Mundial Rusia 2018 |

## Estadísticas

### Clubes
Actualizado al último partido disputado el 3 de agosto de 2025.
| Club                                   | Div.          | Temporada     | Liga  | Liga  | Copas nacionales | Copas nacionales | Copas internacionales | Copas internacionales | Otros | Otros | Total | Total |
| Club                                   | Div.          | Temporada     | Part. | Goles | Part.            | Goles            | Part.                 | Goles                 | Part. | Goles | Part. | Goles |
| -------------------------------------- | ------------- | ------------- | ----- | ----- | ---------------- | ---------------- | --------------------- | --------------------- | ----- | ----- | ----- | ----- |
| Liga de Loja · Ecuador                 | 2.ª           | 2009          | 27    | 4     | —                | —                | —                     | —                     | —     | —     | 27    | 4     |
| Liga de Loja · Ecuador                 | 2.ª           | 2010          | 12    | 2     | —                | —                | —                     | —                     | —     | —     | 12    | 2     |
| Liga de Loja · Ecuador                 | 1.ª           | 2011          | 33    | 1     | —                | —                | —                     | —                     | —     | —     | 33    | 1     |
| Liga de Loja · Ecuador                 | 1.ª           | 2012          | 39    | 2     | —                | —                | 5                     | 1                     | —     | —     | 44    | 3     |
| Liga de Loja · Ecuador                 | 1.ª           | 2013          | 40    | 6     | —                | —                | 6                     | 1                     | —     | —     | 46    | 7     |
| Liga de Loja · Ecuador                 | 1.ª           | 2014          | 32    | 10    | —                | —                | —                     | —                     | —     | —     | 32    | 10    |
| Liga de Loja · Ecuador                 | Total club    | Total club    | 183   | 25    | 0                | 0                | 11                    | 2                     | 0     | 0     | 194   | 27    |
| Liga Deportiva Universitaria · Ecuador | 1.ª           | 2015          | 6     | 0     | —                | —                | 0                     | 0                     | —     | —     | 6     | 0     |
| Liga Deportiva Universitaria · Ecuador | Total club    | Total club    | 6     | 0     | 0                | 0                | 0                     | 0                     | 0     | 0     | 6     | 0     |
| Independiente del Valle · Ecuador      | 1.ª           | 2016          | 42    | 6     | —                | —                | 15                    | 0                     | —     | —     | 57    | 6     |
| Independiente del Valle · Ecuador      | Total club    | Total club    | 42    | 6     | 0                | 0                | 15                    | 0                     | 0     | 0     | 57    | 6     |
| Deportivo Cuenca · Ecuador             | 1.ª           | 2017          | 37    | 10    | —                | —                | 1                     | 0                     | —     | —     | 38    | 10    |
| El Nacional · Ecuador                  | 1.ª           | 2018          | 26    | 2     | —                | —                | 4                     | 0                     | —     | —     | 30    | 2     |
| El Nacional · Ecuador                  | Total club    | Total club    | 26    | 2     | 0                | 0                | 4                     | 0                     | 0     | 0     | 30    | 2     |
| Deportivo Cuenca · Ecuador             | 1.ª           | 2019          | 26    | 3     | 3                | 0                | —                     | —                     | —     | —     | 29    | 3     |
| Deportivo Cuenca · Ecuador             | Total club    | Total club    | 63    | 13    | 3                | 0                | 1                     | 0                     | 0     | 0     | 67    | 13    |
| Macará · Ecuador                       | 1.ª           | 2020          | 26    | 4     | 0                | 0                | 2                     | 0                     | —     | —     | 28    | 4     |
| Macará · Ecuador                       | Total club    | Total club    | 26    | 4     | 0                | 0                | 2                     | 0                     | 0     | 0     | 28    | 4     |
| Orense · Ecuador                       | 1.ª           | 2021          | 26    | 3     | 0                | 0                | —                     | —                     | —     | —     | 26    | 3     |
| Orense · Ecuador                       | Total club    | Total club    | 26    | 3     | 0                | 0                | 0                     | 0                     | 0     | 0     | 26    | 3     |
| Mushuc Runa · Ecuador                  | 1.ª           | 2022          | 10    | 1     | 2                | 1                | 2                     | 0                     | —     | —     | 14    | 2     |
| Mushuc Runa · Ecuador                  | Total club    | Total club    | 10    | 1     | 2                | 1                | 2                     | 0                     | 0     | 0     | 14    | 2     |
| Atlético Morelia · México              | 2.ª           | 2022-23       | 32    | 7     | 0                | 0                | —                     | —                     | —     | —     | 32    | 7     |
| Atlético Morelia · México              | 2.ª           | 2023-24       | 12    | 2     | 0                | 0                | —                     | —                     | —     | —     | 12    | 2     |
| Atlético Morelia · México              | Total club    | Total club    | 44    | 9     | 0                | 0                | 0                     | 0                     | 0     | 0     | 44    | 9     |
| Libertad F. C. · Ecuador               | 1.ª           | 2024          | 12    | 0     | 0                | 0                | —                     | —                     | —     | —     | 12    | 0     |
| Libertad F. C. · Ecuador               | Total club    | Total club    | 12    | 0     | 0                | 0                | 0                     | 0                     | 0     | 0     | 12    | 0     |
| Amazonas F. C. · Brasil                | 2.ª           | 2024          | 4     | 0     | 0                | 0                | —                     | —                     | —     | —     | 4     | 0     |
| Amazonas F. C. · Brasil                | 2.ª           | 2025          | 0     | 0     | 1                | 0                | —                     | —                     | —     | —     | 1     | 0     |
| Amazonas F. C. · Brasil                | Total club    | Total club    | 4     | 0     | 1                | 0                | 0                     | 0                     | 0     | 0     | 5     | 0     |
| S. D. Aucas · Ecuador                  | 1.ª           | 2025          | 1     | 0     | 1                | 0                | —                     | —                     | —     | —     | 2     | 0     |
| S. D. Aucas · Ecuador                  | Total club    | Total club    | 1     | 0     | 1                | 0                | 0                     | 0                     | 0     | 0     | 2     | 0     |
| Total carrera                          | Total carrera | Total carrera | 443   | 63    | 7                | 1                | 35                    | 2                     | 0     | 0     | 485   | 66    |
| 1. 2.                                  |               |               |       |       |                  |                  |                       |                       |       |       |       |       |

## Palmarés

### Campeonatos nacionales
| Título             | Club         | Año  |
| ------------------ | ------------ | ---- |
| Serie B de Ecuador | Liga de Loja | 2010 |